# Temple Bar
Temple Bar (in irlandese Barra an Teampaill) è un quartiere del centro di Dublino, ritrovo di molti artisti di strada, ristrutturato e rinnovato a partire dagli anni novanta e adibito ad attrazione turistica. Nel quartiere, centro della vita notturna della capitale irlandese, vi sono numerosi pub e club.

## Locali
Tra i più importanti locali di questa zona ci sono il Temple Bar, che prende il nome dal quartiere, l'Hard Rock Cafe e la Porterhouse. 

Si suppone che questa via prenda il nome dalla famiglia Temple, che viveva in quest'area nel XVII secolo. Sir William Temple, rettore del Trinity College nel 1609, si fece costruire la casa in quest'area, non lontano da The Bar, nome di una passeggiata pedonale lungo il fiume Liffey.
Diverse attività culturali hanno luogo nei dintorni, promosse dal Temple Bar Cultural Trust, e l'area di Temple Bar vede anche la presenza dell'Irish Film Institute e di altri centri culturali come il Project.

## Meeting House Square
Il Meeting House Square È una piazzetta di dimensioni modeste in cui si esibiscono artisti di strada. In estate vengono organizzate delle rassegne cinematografiche. Su un lato della piazza sorge l'edificio che ospita il  National Photographic Archive (archivio fotografico nazionale).

## Galleria d'immagini

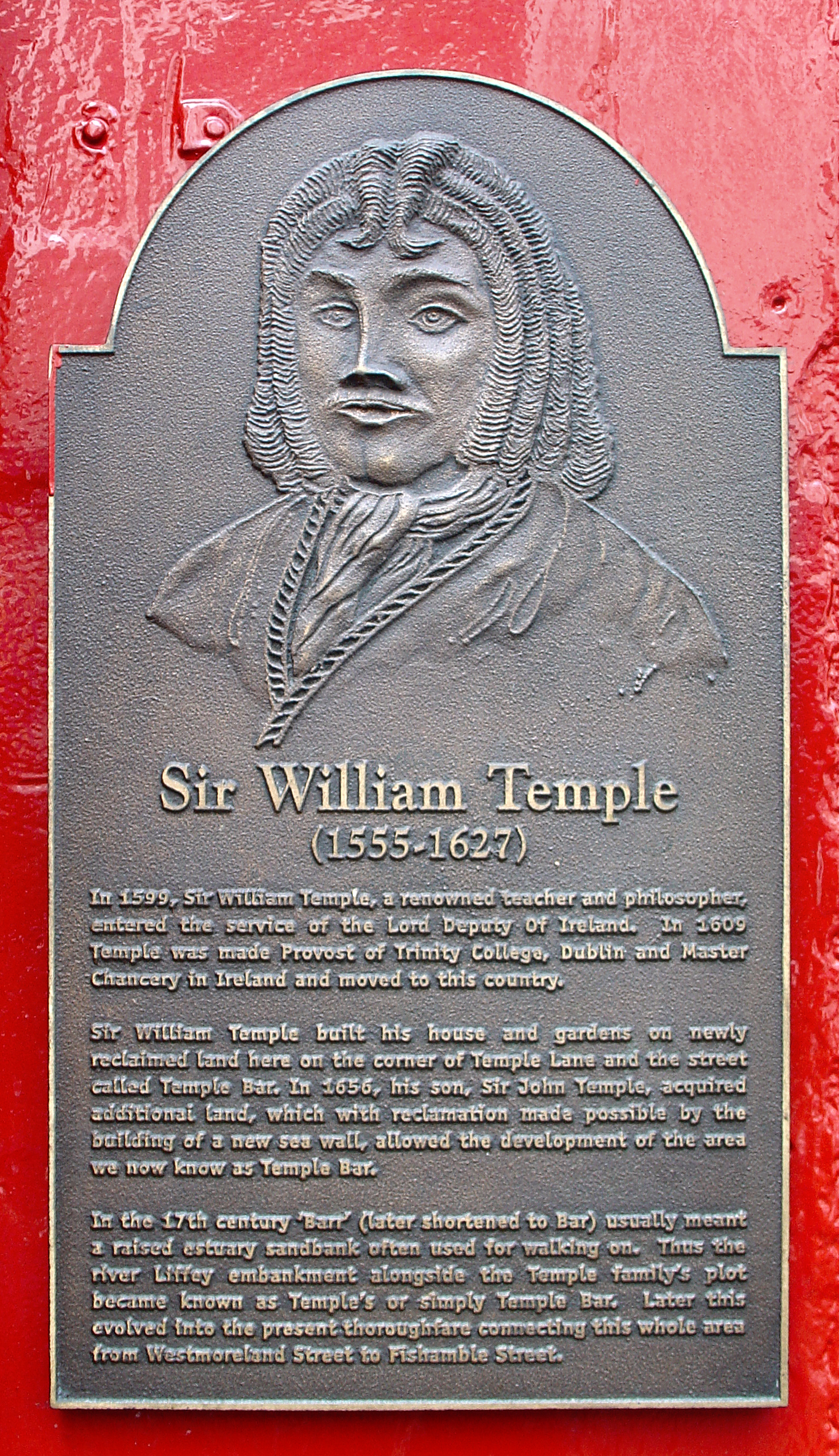
La targa commemorativa di Sir William Temple al Temple Bar
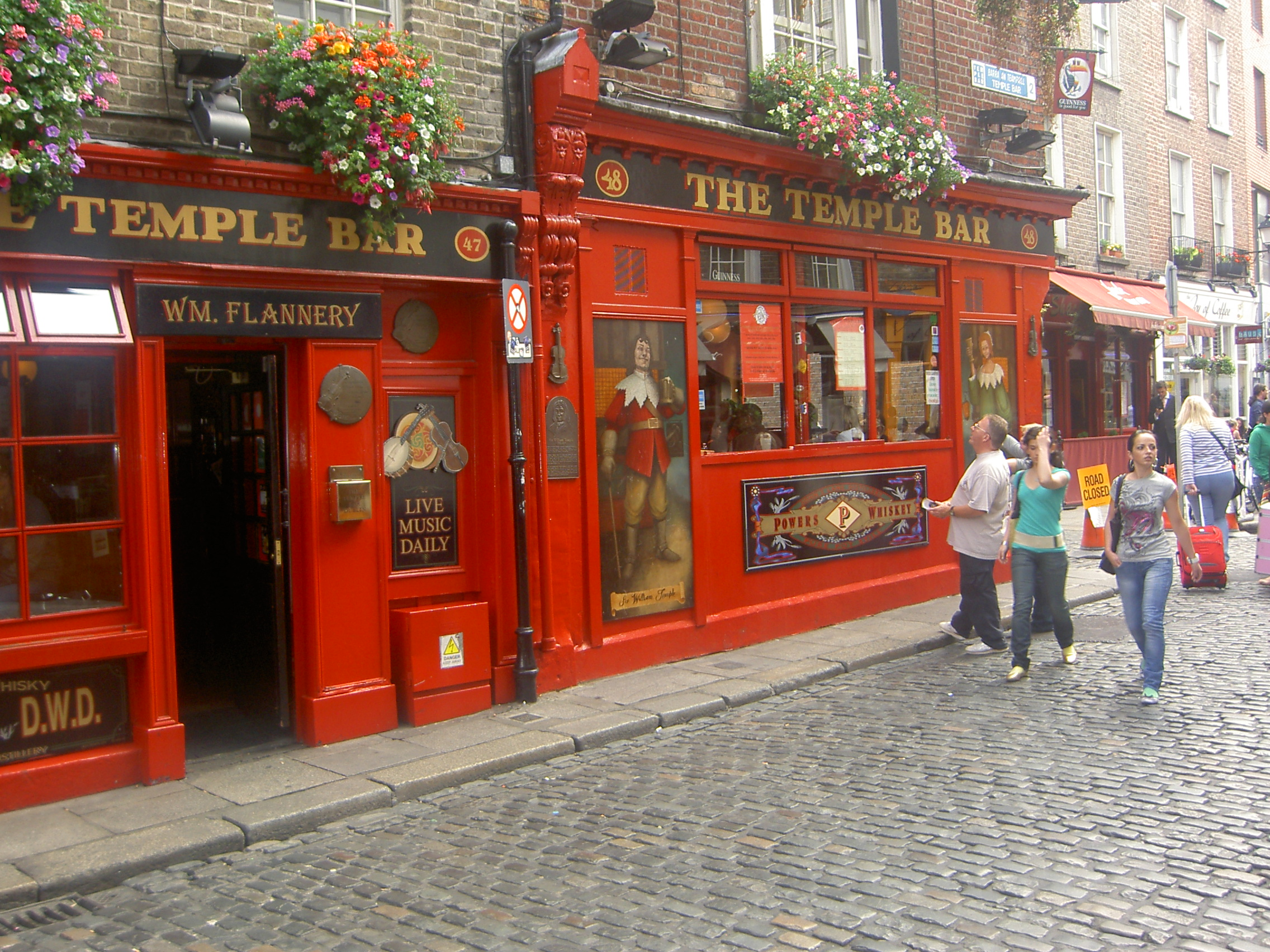
Il Pub Temple Bar, che prende il nome dall'omonimo quartiere
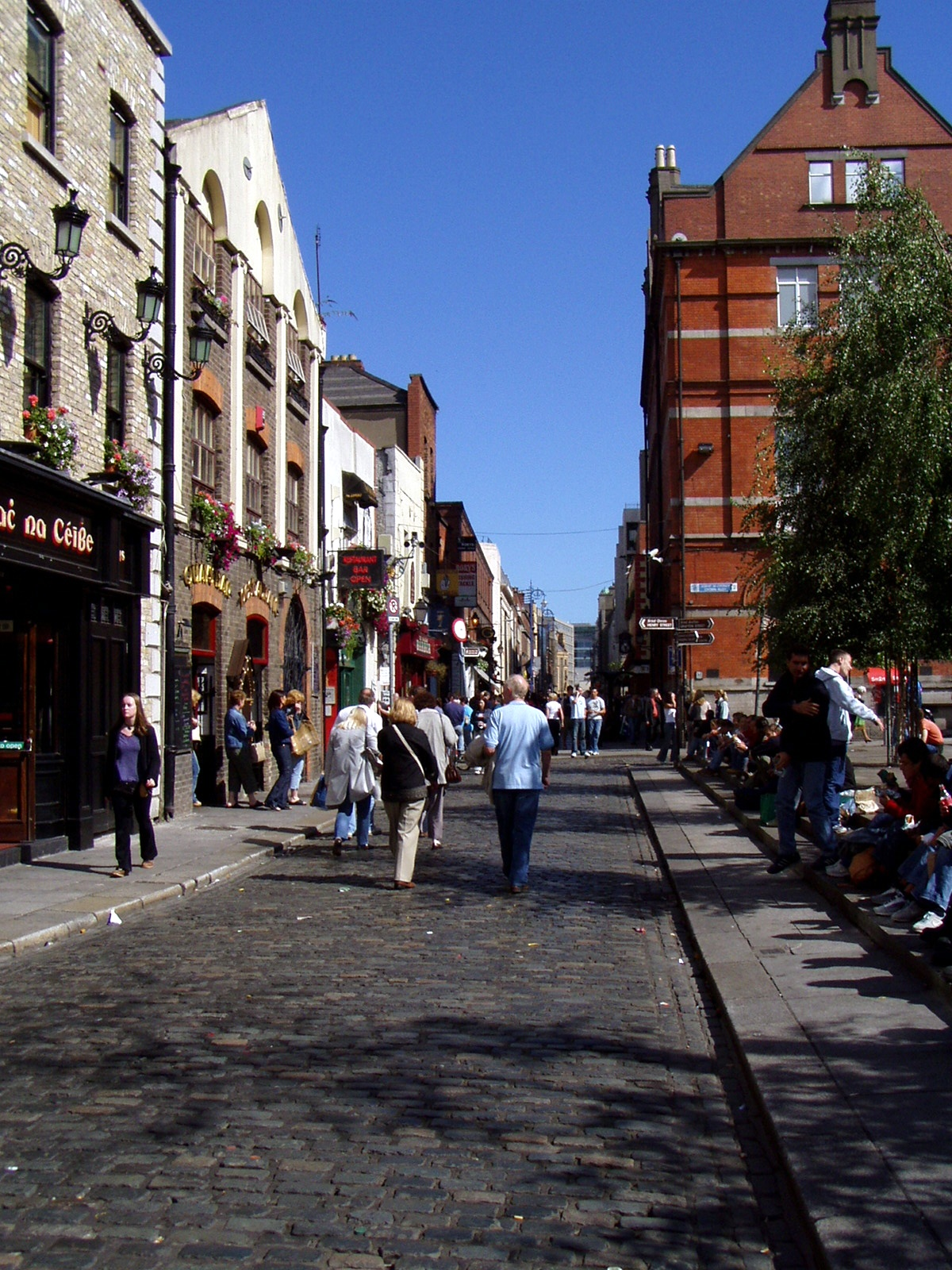
Una delle strade della zona di Temple Bar
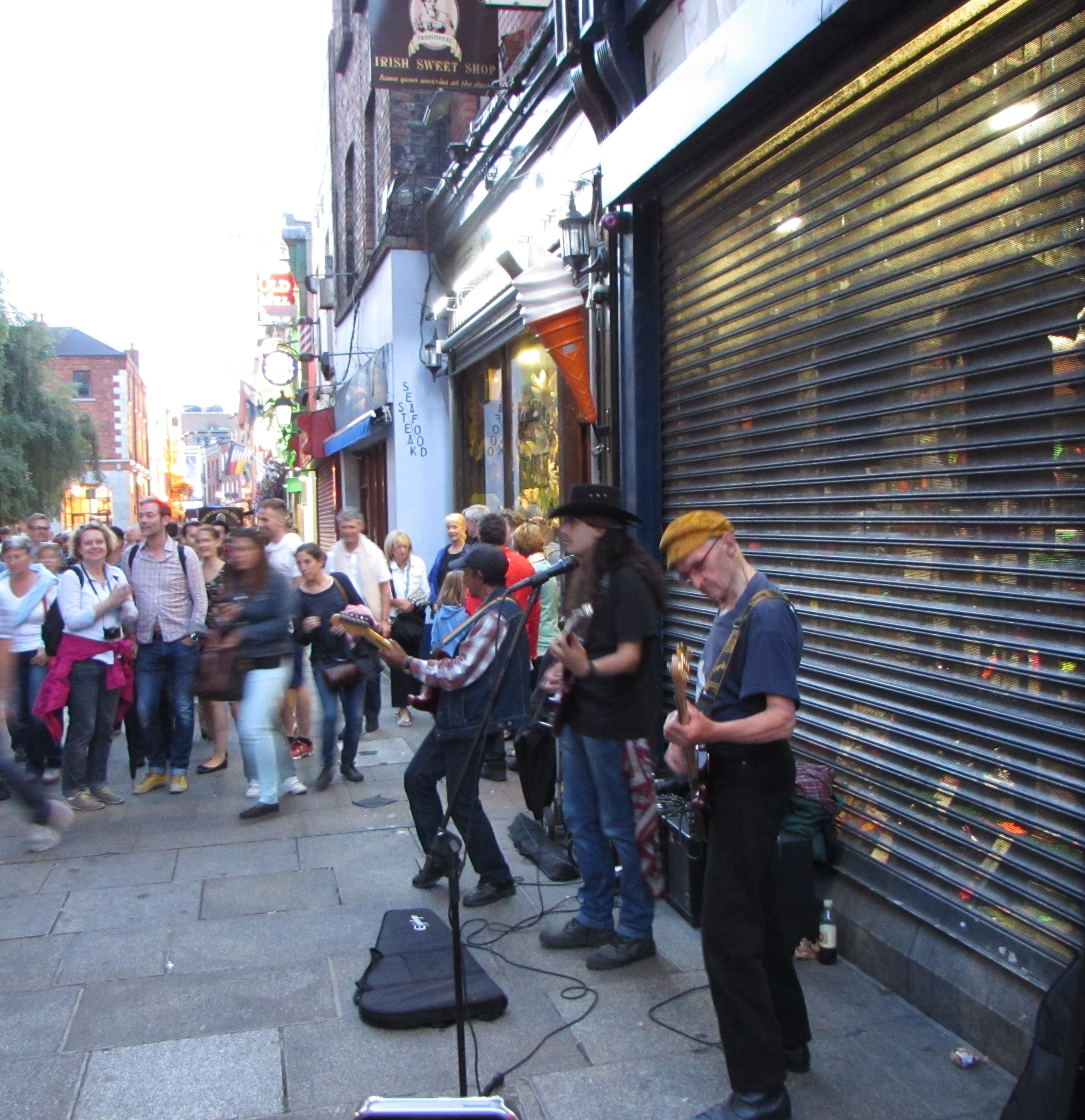
Musicisti di strada in concerto a Temple Bar